# Ciuleni (okręg Kluż)
Ciuleni – wieś w Rumunii, w okręgu Kluż, w gminie Mărgău. W 2011 roku liczyła 78 mieszkańców.